# تخريب (فلم)
تخريب  (بالإنجليزية: Sabotage) هو فيلم إثارة تم إنتاجه في الولايات المتحدة وصدر في سنة 2014. الفيلم من إخراج ديفيد آير وكتابة ديفيد آير .تخريب تخريب تخريب تخريب (فيلم)

## بطولة
- أرنولد شوارزنيجر
- سام ورذينجتن
- أوليفيا ويليامز
- ترنس هوارد
- جوش هولواي

## القصة
في جو الدراما والتشويق الممزوجة بالحركة يرصد الفيلم فرقة عمليات خاصة تابعة لإدارة مكافحة المخدرات مكونة من صفوة من الضباط الماهرين بقيادة جون وارتون (أرنولد شوارزنيجر)، يتم إرسالهم لمداهمة منزل عصابةٍ لتجارة المخدرات والقبض عليهم. على الجانب الآخر يوجد دافعٌ قويٌ لتلك المهمة وهي الحصول على غنيمة تقدر بملايين الدولارات. الغنيمة محصنة تمامًا ومخبأة، ولكن إذ فجأةً تخرج المهمة عن السيطرة حيث قاتل مأجور يسعى لاغتيال أعضاء الفرقة واحدًا تلو الآخر بدمٍ بارد.

## الميزانية والإيرادات
بلغت تكلفة إنتاج الفيلم حوالي 35 مليون دولار بينما حقق أرباحا تقدر بـ 7,206,256 دولار.

## روابط خارجية
- مقالات تستعمل روابط فنية بلا صلة مع ويكي بيانات